# Eleições legislativas portuguesas de 2024 no distrito de Lisboa
| Eleições legislativas portuguesas de 2024 Distritos: Aveiro \| Beja \| Braga \| Bragança \| Castelo Branco \| Coimbra \| Évora \| Faro \| Guarda \| Leiria \| Lisboa \| Portalegre \| Porto \| Santarém \| Setúbal \| Viana do Castelo \| Vila Real \| Viseu \| Açores \| Madeira \| Estrangeiro |

## Resultados por concelho
Os resultados nos concelhos do Distrito de Lisboa foram os seguintes:

### Alenquer
| Partido                 | Partido                                  | Votos  | %               | +/-   |
| ----------------------- | ---------------------------------------- | ------ | --------------- | ----- |
|                         | Partido Socialista                       | 7 343  | 28,68 / 100,00  | 15,90 |
|                         | CHEGA                                    | 5 872  | 22,94 / 100,00  | 13,05 |
|                         | Aliança Democrática (PPD/PSD-CDS-PP-PPM) | 5 520  | 21,56 / 100,00  | 0,68  |
|                         | Coligação Democrática Unitária (PCP-PEV) | 1 403  | 5,48 / 100,00   | 1,63  |
|                         | Iniciativa Liberal                       | 1 308  | 5,11 / 100,00   | 0,58  |
|                         | Bloco de Esquerda                        | 1 217  | 4,75 / 100,00   | 0,15  |
|                         | LIVRE                                    | 890    | 3,48 / 100,00   | 2,08  |
|                         | Pessoas–Animais–Natureza                 | 487    | 1,90 / 100,00   | 0,52  |
|                         | Alternativa Democrática Nacional         | 446    | 1,74 / 100,00   | 1,59  |
|                         | Outros (com menos de 1,00%)              | 489    | 1,92 / 100,00   |       |
| Votos Inválidos         | Votos Inválidos                          | 627    | 2,45 / 100,00   | 0,51  |
| Total                   | Total                                    | 25 602 | 100,00 / 100,00 |       |
| Eleitorado/Participação | Eleitorado/Participação                  | 37 091 | 69,02 / 100,00  | 9,07  |

| Freguesia                                  | %     | %     | %     | %    | %    | %    | %    | %    | %    | Votantes | Taxa de Participação |
| Freguesia                                  | PS    | CH    | AD    | CDU  | IL   | BE   | L    | PAN  | ADN  | Votantes | Taxa de Participação |
| ------------------------------------------ | ----- | ----- | ----- | ---- | ---- | ---- | ---- | ---- | ---- | -------- | -------------------- |
| Freguesia                                  |       |       |       |      |      |      |      |      |      | Votantes | Taxa de Participação |
| Abrigada e Cabanas de Torres               | 33,01 | 18,27 | 20,40 | 8,57 | 3,53 | 4,54 | 2,99 | 1,05 | 2,06 | 2 578    | 70,61                |
| Aldeia Galega da Merceana e Aldeia Gavinha | 29,88 | 22,50 | 21,81 | 5,90 | 4,18 | 4,81 | 3,15 | 1,60 | 1,49 | 1 747    | 68,70                |
| Alenquer (Santo Estêvão e Triana)          | 26,05 | 21,97 | 23,73 | 4,81 | 6,69 | 4,85 | 4,41 | 2,06 | 1,69 | 7 509    | 73,58                |
| Carnota                                    | 28,36 | 23,98 | 22,39 | 6,17 | 4,08 | 4,48 | 1,99 | 1,59 | 1,59 | 1 005    | 72,35                |
| Carregado e Cadafais                       | 26,14 | 27,05 | 18,93 | 4,90 | 5,48 | 5,44 | 3,77 | 2,44 | 1,52 | 6 916    | 62,51                |
| Meca                                       | 36,50 | 18,35 | 18,44 | 8,75 | 3,52 | 4,09 | 2,19 | 1,14 | 2,00 | 1 052    | 72,55                |
| Olhalvo                                    | 32,18 | 19,92 | 24,53 | 5,84 | 3,54 | 3,70 | 3,05 | 0,82 | 2,06 | 1 215    | 74,27                |
| Ota                                        | 26,97 | 27,37 | 21,63 | 7,08 | 3,87 | 4,27 | 2,40 | 2,14 | 0,93 | 749      | 71,06                |
| Ribafria e Pereiro de Palhacana            | 31,98 | 23,23 | 20,42 | 4,17 | 3,75 | 4,58 | 3,13 | 2,71 | 1,88 | 960      | 69,92                |
| Ventosa                                    | 34,69 | 19,62 | 24,32 | 3,75 | 4,31 | 3,43 | 2,06 | 1,04 | 2,63 | 1 254    | 72,03                |
| Vila Verde dos Francos                     | 32,74 | 22,20 | 23,01 | 2,27 | 3,73 | 3,89 | 1,94 | 2,43 | 2,43 | 617      | 62,58                |
| Alenquer                                   | 28,68 | 22,94 | 21,56 | 5,48 | 5,11 | 4,75 | 3,48 | 1,90 | 1,74 | 25 602   | 69,02                |

### Amadora
| Partido                 | Partido                                  | Votos   | %               | +/-   |
| ----------------------- | ---------------------------------------- | ------- | --------------- | ----- |
|                         | Partido Socialista                       | 31 233  | 33,94 / 100,00  | 13,57 |
|                         | Aliança Democrática (PPD/PSD-CDS-PP-PPM) | 19 698  | 21,40 / 100,00  | 0,75  |
|                         | CHEGA                                    | 15 710  | 17,07 / 100,00  | 9,35  |
|                         | Iniciativa Liberal                       | 5 029   | 5,46 / 100,00   | 0,21  |
|                         | Bloco de Esquerda                        | 4 968   | 5,40 / 100,00   | 0,36  |
|                         | LIVRE                                    | 4 475   | 4,86 / 100,00   | 2,87  |
|                         | Coligação Democrática Unitária (PCP-PEV) | 3 927   | 4,27 / 100,00   | 1,52  |
|                         | Pessoas–Animais–Natureza                 | 2 399   | 2,61 / 100,00   | 0,58  |
|                         | Alternativa Democrática Nacional         | 1 231   | 1,34 / 100,00   | 1,09  |
|                         | Outros (com menos de 1,00%)              | 1 196   | 1,30 / 100,00   |       |
| Votos Inválidos         | Votos Inválidos                          | 2 164   | 2,36 / 100,00   | 0,53  |
| Total                   | Total                                    | 92 030  | 100,00 / 100,00 |       |
| Eleitorado/Participação | Eleitorado/Participação                  | 142 381 | 64,64 / 100,00  | 6,73  |

| Freguesia             | %     | %     | %     | %    | %    | %    | %    | %    | %    | Votantes | Taxa de Participação |
| Freguesia             | PS    | AD    | CH    | IL   | BE   | L    | CDU  | PAN  | ADN  | Votantes | Taxa de Participação |
| --------------------- | ----- | ----- | ----- | ---- | ---- | ---- | ---- | ---- | ---- | -------- | -------------------- |
| Freguesia             |       |       |       |      |      |      |      |      |      | Votantes | Taxa de Participação |
| Águas Livres          | 36,58 | 20,65 | 15,30 | 5,24 | 5,67 | 4,56 | 4,31 | 2,65 | 1,35 | 19 479   | 62,52                |
| Alfragide             | 26,41 | 31,15 | 14,79 | 7,48 | 4,63 | 6,36 | 2,83 | 2,31 | 1,18 | 10 191   | 73,35                |
| Encosta do Sol        | 36,56 | 19,01 | 18,27 | 4,32 | 5,24 | 4,27 | 4,64 | 2,39 | 1,40 | 13 783   | 61,88                |
| Falagueira-Venda Nova | 37,71 | 18,24 | 16,40 | 4,74 | 5,92 | 4,62 | 5,06 | 2,49 | 1,19 | 10 887   | 62,78                |
| Mina de Água          | 32,65 | 19,84 | 20,25 | 5,55 | 5,25 | 4,41 | 3,94 | 2,91 | 1,44 | 23 384   | 66,08                |
| Venteira              | 32,41 | 22,75 | 15,27 | 5,85 | 5,58 | 5,70 | 4,81 | 2,57 | 1,32 | 14 306   | 64,06                |
| Amadora               | 33,94 | 21,40 | 17,07 | 5,46 | 5,40 | 4,86 | 4,27 | 2,61 | 1,34 | 92 030   | 64,64                |

### Arruda dos Vinhos
| Partido                 | Partido                                  | Votos  | %               | +/-   |
| ----------------------- | ---------------------------------------- | ------ | --------------- | ----- |
|                         | Aliança Democrática (PPD/PSD-CDS-PP-PPM) | 2 420  | 27,30 / 100,00  | 0,88  |
|                         | Partido Socialista                       | 2 402  | 27,10 / 100,00  | 15,75 |
|                         | CHEGA                                    | 1 696  | 19,14 / 100,00  | 10,31 |
|                         | Iniciativa Liberal                       | 678    | 7,65 / 100,00   | 0,86  |
|                         | LIVRE                                    | 353    | 3,98 / 100,00   | 2,35  |
|                         | Bloco de Esquerda                        | 352    | 3,97 / 100,00   | 0,14  |
|                         | Coligação Democrática Unitária (PCP-PEV) | 291    | 3,28 / 100,00   | 1,38  |
|                         | Pessoas–Animais–Natureza                 | 164    | 1,85 / 100,00   | 0,35  |
|                         | Alternativa Democrática Nacional         | 154    | 1,74 / 100,00   | 1,64  |
|                         | Outros (com menos de 1,00%)              | 108    | 1,23 / 100,00   |       |
| Votos Inválidos         | Votos Inválidos                          | 245    | 2,76 / 100,00   | 0,71  |
| Total                   | Total                                    | 8 863  | 100,00 / 100,00 |       |
| Eleitorado/Participação | Eleitorado/Participação                  | 11 861 | 74,72 / 100,00  | 8,14  |

| Freguesia           | %     | %     | %     | %    | %    | %    | %    | %    | %    | Votantes | Taxa de Participação |
| Freguesia           | AD    | PS    | CH    | IL   | L    | BE   | CDU  | PAN  | ADN  | Votantes | Taxa de Participação |
| ------------------- | ----- | ----- | ----- | ---- | ---- | ---- | ---- | ---- | ---- | -------- | -------------------- |
| Freguesia           |       |       |       |      |      |      |      |      |      | Votantes | Taxa de Participação |
| Arranhó             | 31,18 | 28,66 | 18,92 | 4,40 | 2,51 | 3,77 | 3,14 | 1,51 | 2,01 | 1 591    | 73,93                |
| Arruda dos Vinhos   | 26,74 | 26,20 | 18,77 | 8,78 | 4,37 | 3,94 | 3,47 | 2,03 | 1,71 | 5 908    | 74,98                |
| Cardosas            | 26,26 | 22,91 | 23,28 | 5,96 | 5,03 | 4,28 | 4,10 | 1,30 | 1,86 | 537      | 77,04                |
| Santiago dos Velhos | 24,55 | 33,25 | 19,47 | 6,89 | 3,39 | 4,35 | 1,69 | 1,57 | 1,33 | 827      | 72,99                |
| Arruda dos Vinhos   | 27,30 | 27,10 | 19,14 | 7,65 | 3,98 | 3,97 | 3,28 | 1,85 | 1,74 | 8 863    | 74,72                |

### Azambuja
| Partido                 | Partido                                  | Votos  | %               | +/-   |
| ----------------------- | ---------------------------------------- | ------ | --------------- | ----- |
|                         | Partido Socialista                       | 3 551  | 30,10 / 100,00  | 13,99 |
|                         | CHEGA                                    | 2 757  | 23,37 / 100,00  | 13,37 |
|                         | Aliança Democrática (PPD/PSD-CDS-PP-PPM) | 2 239  | 18,98 / 100,00  | 1,97  |
|                         | Bloco de Esquerda                        | 672    | 5,70 / 100,00   | 0,01  |
|                         | Coligação Democrática Unitária (PCP-PEV) | 671    | 5,69 / 100,00   | 2,16  |
|                         | LIVRE                                    | 482    | 4,09 / 100,00   | 2,38  |
|                         | Iniciativa Liberal                       | 478    | 4,05 / 100,00   | 0,24  |
|                         | Pessoas–Animais–Natureza                 | 220    | 1,86 / 100,00   | 0,74  |
|                         | Alternativa Democrática Nacional         | 190    | 1,61 / 100,00   | 1,38  |
|                         | Outros (com menos de 1,00%)              | 233    | 1,97 / 100,00   |       |
| Votos Inválidos         | Votos Inválidos                          | 304    | 2,57 / 100,00   | 0,41  |
| Total                   | Total                                    | 11 797 | 100,00 / 100,00 |       |
| Eleitorado/Participação | Eleitorado/Participação                  | 17 691 | 66,68 / 100,00  | 9,40  |

| Freguesia                                          | %     | %     | %     | %    | %    | %    | %    | %    | %    | Votantes | Taxa de Participação |
| Freguesia                                          | PS    | CH    | AD    | BE   | CDU  | L    | IL   | PAN  | ADN  | Votantes | Taxa de Participação |
| -------------------------------------------------- | ----- | ----- | ----- | ---- | ---- | ---- | ---- | ---- | ---- | -------- | -------------------- |
| Freguesia                                          |       |       |       |      |      |      |      |      |      | Votantes | Taxa de Participação |
| Alcoentre                                          | 31,07 | 25,12 | 18,82 | 6,50 | 4,18 | 2,67 | 3,15 | 1,30 | 2,40 | 1 461    | 63,41                |
| Aveiras de Baixo                                   | 29,76 | 23,29 | 21,59 | 4,39 | 5,37 | 3,29 | 3,66 | 2,44 | 1,83 | 820      | 72,89                |
| Aveiras de Cima                                    | 31,76 | 24,47 | 14,18 | 6,46 | 6,82 | 3,47 | 3,94 | 2,44 | 1,34 | 2 538    | 63,50                |
| Azambuja                                           | 27,46 | 23,31 | 22,16 | 5,41 | 5,37 | 4,00 | 5,00 | 1,70 | 1,37 | 4 599    | 66,69                |
| Manique do Intendente, V.N. de São Pedro e Maçussa | 31,82 | 18,85 | 16,87 | 5,49 | 7,32 | 8,67 | 2,94 | 2,15 | 1,99 | 1 257    | 67,08                |
| Vale do Paraíso                                    | 34,47 | 20,20 | 18,85 | 6,79 | 5,26 | 3,06 | 3,23 | 1,19 | 2,21 | 589      | 73,81                |
| Vila Nova da Rainha                                | 33,96 | 28,14 | 15,95 | 3,56 | 4,32 | 3,19 | 3,00 | 1,31 | 0,94 | 533      | 76,47                |
| Azambuja                                           | 30,10 | 23,37 | 18,98 | 5,70 | 5,69 | 4,09 | 4,05 | 1,86 | 1,61 | 11 797   | 66,68                |

### Cadaval
| Partido                 | Partido                                  | Votos  | %               | +/-     |
| ----------------------- | ---------------------------------------- | ------ | --------------- | ------- |
|                         | Aliança Democrática (PPD/PSD-CDS-PP-PPM) | 2 370  | 29,47 / 100,00  | 1,89    |
|                         | Partido Socialista                       | 2 323  | 28,88 / 100,00  | 14,35   |
|                         | CHEGA                                    | 1 726  | 21,46 / 100,00  | 13,17   |
|                         | Bloco de Esquerda                        | 302    | 3,75 / 100,00   | 0,11    |
|                         | Iniciativa Liberal                       | 290    | 3,61 / 100,00   | Estável |
|                         | LIVRE                                    | 210    | 2,61 / 100,00   | 1,49    |
|                         | Coligação Democrática Unitária (PCP-PEV) | 182    | 2,26 / 100,00   | 0,98    |
|                         | Alternativa Democrática Nacional         | 156    | 1,94 / 100,00   | 1,69    |
|                         | Pessoas–Animais–Natureza                 | 139    | 1,73 / 100,00   | 0,73    |
|                         | Outros (com menos de 1,00%)              | 106    | 1,30 / 100,00   |         |
| Votos Inválidos         | Votos Inválidos                          | 239    | 2,98 / 100,00   | 0,19    |
| Total                   | Total                                    | 8 043  | 100,00 / 100,00 |         |
| Eleitorado/Participação | Eleitorado/Participação                  | 12 273 | 65,53 / 100,00  | 8,89    |

| Freguesia            | %     | %     | %     | %    | %    | %    | %    | %    | %    | Votantes | Taxa de Participação |
| Freguesia            | AD    | PS    | CH    | BE   | IL   | L    | CDU  | ADN  | PAN  | Votantes | Taxa de Participação |
| -------------------- | ----- | ----- | ----- | ---- | ---- | ---- | ---- | ---- | ---- | -------- | -------------------- |
| Freguesia            |       |       |       |      |      |      |      |      |      | Votantes | Taxa de Participação |
| Alguber              | 28,83 | 32,21 | 22,27 | 1,59 | 2,58 | 1,79 | 2,98 | 2,19 | 2,19 | 503      | 72,69                |
| Cadaval e Pero Moniz | 28,47 | 26,58 | 22,33 | 4,54 | 4,69 | 3,82 | 2,27 | 1,69 | 1,69 | 2 069    | 62,89                |
| Lamas e Cercal       | 26,87 | 32,41 | 21,29 | 3,77 | 3,53 | 2,10 | 2,20 | 1,48 | 1,38 | 2 095    | 66,28                |
| Painho e Figueiros   | 30,72 | 31,51 | 21,72 | 2,05 | 2,35 | 1,96 | 2,64 | 1,17 | 1,47 | 1 022    | 63,16                |
| Peral                | 30,83 | 25,55 | 23,17 | 4,43 | 2,21 | 1,70 | 3,07 | 2,39 | 3,41 | 587      | 69,80                |
| Vermelha             | 28,76 | 30,87 | 19,92 | 4,09 | 3,96 | 2,24 | 1,85 | 3,03 | 0,79 | 758      | 66,09                |
| Vilar                | 35,68 | 22,40 | 19,52 | 4,26 | 3,87 | 3,07 | 1,49 | 2,97 | 2,28 | 1 009    | 66,21                |
| Cadaval              | 29,47 | 28,88 | 21,46 | 3,75 | 3,61 | 2,61 | 2,26 | 1,94 | 1,73 | 8 043    | 65,53                |

### Cascais
| Partido                 | Partido                                  | Votos   | %               | +/-   |
| ----------------------- | ---------------------------------------- | ------- | --------------- | ----- |
|                         | Aliança Democrática (PPD/PSD-CDS-PP-PPM) | 41 274  | 33,97 / 100,00  | 2,00  |
|                         | Partido Socialista                       | 27 570  | 22,69 / 100,00  | 11,59 |
|                         | CHEGA                                    | 20 039  | 16,49 / 100,00  | 8,30  |
|                         | Iniciativa Liberal                       | 9 220   | 7,59 / 100,00   | 2,90  |
|                         | LIVRE                                    | 6 020   | 4,95 / 100,00   | 2,66  |
|                         | Bloco de Esquerda                        | 5 203   | 4,28 / 100,00   | 0,18  |
|                         | Pessoas–Animais–Natureza                 | 3 136   | 2,58 / 100,00   | 0,41  |
|                         | Coligação Democrática Unitária (PCP-PEV) | 3 014   | 2,48 / 100,00   | 0,89  |
|                         | Alternativa Democrática Nacional         | 2 064   | 1,70 / 100,00   | 1,36  |
|                         | Outros (com menos de 1,00%)              | 1 396   | 1,14 / 100,00   |       |
| Votos Inválidos         | Votos Inválidos                          | 2 574   | 2,12 / 100,00   | 0,53  |
| Total                   | Total                                    | 121 510 | 100,00 / 100,00 |       |
| Eleitorado/Participação | Eleitorado/Participação                  | 177 628 | 68,41 / 100,00  | 7,28  |

| Freguesia            | %     | %     | %     | %    | %    | %    | %    | %    | %    | Votantes | Taxa de Participação |
| Freguesia            | AD    | PS    | CH    | IL   | L    | BE   | PAN  | CDU  | ADN  | Votantes | Taxa de Participação |
| -------------------- | ----- | ----- | ----- | ---- | ---- | ---- | ---- | ---- | ---- | -------- | -------------------- |
| Freguesia            |       |       |       |      |      |      |      |      |      | Votantes | Taxa de Participação |
| Alcabideche          | 31,39 | 23,07 | 20,28 | 7,12 | 3,59 | 3,95 | 2,44 | 2,33 | 2,13 | 23 667   | 65,63                |
| Carcavelos e Parede  | 36,04 | 22,66 | 11,80 | 8,29 | 6,89 | 4,73 | 2,73 | 2,52 | 1,50 | 27 715   | 72,01                |
| Cascais e Estoril    | 41,50 | 18,37 | 16,05 | 7,83 | 4,29 | 3,60 | 2,10 | 1,86 | 1,74 | 34 890   | 65,54                |
| São Domingos de Rana | 26,61 | 26,73 | 18,07 | 7,11 | 5,01 | 4,83 | 3,04 | 3,16 | 1,52 | 35 238   | 70,70                |
| Cascais              | 33,97 | 22,69 | 16,49 | 7,59 | 4,95 | 4,28 | 2,58 | 2,48 | 1,70 | 121 510  | 68,41                |

### Lisboa
| Partido                 | Partido                                  | Votos   | %               | +/-   |
| ----------------------- | ---------------------------------------- | ------- | --------------- | ----- |
|                         | Aliança Democrática (PPD/PSD-CDS-PP-PPM) | 105 836 | 32,33 / 100,00  | 2,70  |
|                         | Partido Socialista                       | 85 729  | 26,19 / 100,00  | 10,24 |
|                         | CHEGA                                    | 38 407  | 11,73 / 100,00  | 6,14  |
|                         | LIVRE                                    | 25 156  | 7,68 / 100,00   | 3,85  |
|                         | Iniciativa Liberal                       | 24 387  | 7,45 / 100,00   | 3,14  |
|                         | Bloco de Esquerda                        | 16 827  | 5,14 / 100,00   | 0,49  |
|                         | Coligação Democrática Unitária (PCP-PEV) | 11 555  | 3,53 / 100,00   | 1,19  |
|                         | Pessoas–Animais–Natureza                 | 6 947   | 2,12 / 100,00   | 0,30  |
|                         | Alternativa Democrática Nacional         | 3 513   | 1,07 / 100,00   | 0,83  |
|                         | Outros (com menos de 1,00%)              | 3 494   | 1,07 / 100,00   |       |
| Votos Inválidos         | Votos Inválidos                          | 5 535   | 1,69 / 100,00   | 0,36  |
| Total                   | Total                                    | 327 386 | 100,00 / 100,00 |       |
| Eleitorado/Participação | Eleitorado/Participação                  | 465 439 | 70,34 / 100,00  | 6,09  |

| Freguesia               | %     | %     | %     | %     | %    | %    | %    | %    | %    | Votantes | Taxa de Participação |
| Freguesia               | AD    | PS    | CH    | L     | IL   | BE   | CDU  | PAN  | ADN  | Votantes | Taxa de Participação |
| ----------------------- | ----- | ----- | ----- | ----- | ---- | ---- | ---- | ---- | ---- | -------- | -------------------- |
| Freguesia               |       |       |       |       |      |      |      |      |      | Votantes | Taxa de Participação |
| Ajuda                   | 21,56 | 34,63 | 14,01 | 6,70  | 5,68 | 5,19 | 5,18 | 2,46 | 1,04 | 8 303    | 67,02                |
| Alcântara               | 27,46 | 29,47 | 11,39 | 8,28  | 7,14 | 5,79 | 4,16 | 2,48 | 0,94 | 7 732    | 68,41                |
| Alvalade                | 38,99 | 21,37 | 8,73  | 9,40  | 8,64 | 4,72 | 2,95 | 1,97 | 0,98 | 22 539   | 77,25                |
| Areeiro                 | 40,97 | 19,30 | 8,94  | 8,75  | 8,95 | 5,04 | 2,62 | 1,98 | 1,11 | 13 917   | 74,01                |
| Arroios                 | 28,72 | 23,79 | 8,97  | 11,83 | 7,93 | 8,42 | 4,59 | 2,20 | 1,15 | 16 575   | 61,61                |
| Avenidas Novas          | 44,25 | 18,05 | 9,05  | 7,80  | 9,76 | 4,11 | 2,36 | 1,46 | 1,02 | 15 633   | 75,09                |
| Beato                   | 19,66 | 34,42 | 16,89 | 6,53  | 4,79 | 5,37 | 5,40 | 2,40 | 1,26 | 6 680    | 65,54                |
| Belém                   | 45,06 | 19,66 | 8,86  | 6,82  | 9,01 | 3,30 | 2,84 | 1,46 | 1,11 | 10 606   | 77,35                |
| Benfica                 | 29,74 | 30,57 | 11,24 | 7,65  | 6,70 | 4,65 | 3,45 | 2,15 | 1,05 | 23 058   | 72,44                |
| Campo de Ourique        | 35,41 | 26,41 | 9,93  | 8,18  | 7,61 | 5,46 | 3,06 | 1,99 | 1,05 | 13 249   | 73,00                |
| Campolide               | 30,84 | 27,33 | 12,67 | 6,62  | 7,66 | 4,87 | 3,52 | 2,30 | 1,05 | 8 647    | 69,02                |
| Carnide                 | 31,14 | 28,10 | 12,78 | 6,52  | 7,52 | 4,00 | 3,64 | 2,02 | 1,16 | 11 638   | 73,48                |
| Estrela                 | 44,53 | 19,47 | 9,48  | 7,08  | 7,43 | 3,98 | 2,90 | 1,63 | 1,19 | 10 915   | 73,11                |
| Lumiar                  | 39,82 | 22,21 | 9,12  | 7,60  | 9,53 | 3,83 | 2,52 | 1,84 | 1,03 | 30 842   | 78,64                |
| Marvila                 | 15,13 | 37,18 | 23,44 | 3,66  | 3,98 | 4,96 | 3,93 | 2,60 | 1,04 | 20 402   | 62,68                |
| Misericórdia            | 28,72 | 28,82 | 9,34  | 8,75  | 6,08 | 7,58 | 4,52 | 2,24 | 1,28 | 5 396    | 59,08                |
| Olivais                 | 24,98 | 30,95 | 14,61 | 6,73  | 6,17 | 5,43 | 4,41 | 2,53 | 1,07 | 19 867   | 70,28                |
| Parque das Nações       | 36,48 | 24,69 | 10,85 | 6,40  | 9,77 | 3,56 | 2,55 | 2,01 | 1,10 | 12 963   | 75,46                |
| Penha de França         | 21,80 | 29,61 | 12,67 | 9,77  | 5,47 | 9,17 | 4,69 | 2,63 | 1,24 | 15 515   | 65,48                |
| Santa Clara             | 20,80 | 33,97 | 21,09 | 4,59  | 5,51 | 3,99 | 3,24 | 2,25 | 1,05 | 11 686   | 61,21                |
| Santa Maria Maior       | 21,12 | 33,75 | 11,83 | 7,62  | 4,32 | 7,51 | 6,78 | 2,30 | 1,02 | 4 394    | 50,21                |
| Santo António           | 40,03 | 19,30 | 8,50  | 9,76  | 8,26 | 5,47 | 3,36 | 1,81 | 1,11 | 6 693    | 68,18                |
| São Domingos de Benfica | 40,65 | 22,39 | 8,42  | 7,90  | 8,55 | 3,97 | 2,86 | 2,10 | 0,96 | 23 126   | 76,23                |
| São Vicente             | 21,88 | 28,56 | 11,20 | 10,53 | 5,25 | 9,69 | 5,92 | 2,68 | 1,13 | 7 010    | 64,81                |
| Lisboa                  | 32,33 | 26,19 | 11,73 | 7,68  | 7,45 | 5,14 | 3,53 | 2,12 | 1,07 | 327 386  | 70,34                |

### Loures
| Partido                 | Partido                                  | Votos   | %               | +/-   |
| ----------------------- | ---------------------------------------- | ------- | --------------- | ----- |
|                         | Partido Socialista                       | 37 123  | 31,85 / 100,00  | 14,71 |
|                         | Aliança Democrática (PPD/PSD-CDS-PP-PPM) | 24 818  | 21,29 / 100,00  | 0,62  |
|                         | CHEGA                                    | 22 307  | 19,14 / 100,00  | 10,63 |
|                         | Iniciativa Liberal                       | 6 603   | 5,66 / 100,00   | 0,02  |
|                         | Coligação Democrática Unitária (PCP-PEV) | 6 352   | 5,45 / 100,00   | 1,97  |
|                         | Bloco de Esquerda                        | 5 401   | 4,63 / 100,00   | 0,37  |
|                         | LIVRE                                    | 4 948   | 4,25 / 100,00   | 2,69  |
|                         | Pessoas–Animais–Natureza                 | 3 009   | 2,58 / 100,00   | 0,73  |
|                         | Alternativa Democrática Nacional         | 1 617   | 1,39 / 100,00   | 1,16  |
|                         | Outros (com menos de 1,00%)              | 1 679   | 1,45 / 100,00   |       |
| Votos Inválidos         | Votos Inválidos                          | 2 701   | 2,32 / 100,00   | 0,46  |
| Total                   | Total                                    | 116 558 | 100,00 / 100,00 |       |
| Eleitorado/Participação | Eleitorado/Participação                  | 168 472 | 69,19 / 100,00  | 7,32  |

| Freguesia                                         | %     | %     | %     | %    | %    | %    | %    | %    | %    | Votantes | Taxa de Participação |
| Freguesia                                         | PS    | AD    | CH    | IL   | CDU  | BE   | L    | PAN  | ADN  | Votantes | Taxa de Participação |
| ------------------------------------------------- | ----- | ----- | ----- | ---- | ---- | ---- | ---- | ---- | ---- | -------- | -------------------- |
| Freguesia                                         |       |       |       |      |      |      |      |      |      | Votantes | Taxa de Participação |
| Bucelas                                           | 32,89 | 16,37 | 20,93 | 4,55 | 7,84 | 5,28 | 3,87 | 2,06 | 1,45 | 2 767    | 72,70                |
| Camarate, Unhos e Apelação                        | 36,92 | 13,78 | 26,39 | 3,11 | 5,62 | 3,82 | 2,27 | 2,35 | 1,44 | 16 792   | 61,76                |
| Fanhões                                           | 26,35 | 20,12 | 23,41 | 4,43 | 7,37 | 4,85 | 3,89 | 2,63 | 1,86 | 1 670    | 73,89                |
| Loures                                            | 26,46 | 24,89 | 20,07 | 6,92 | 4,63 | 4,61 | 4,61 | 3,01 | 1,39 | 18 584   | 73,57                |
| Lousa                                             | 25,09 | 24,08 | 22,38 | 5,91 | 4,85 | 4,90 | 3,36 | 2,93 | 2,18 | 1 877    | 71,13                |
| Moscavide e Portela                               | 29,86 | 32,86 | 10,64 | 6,91 | 3,58 | 4,26 | 5,77 | 2,16 | 1,20 | 12 617   | 71,66                |
| Sacavém e Prior Velho                             | 33,95 | 22,21 | 15,44 | 6,17 | 5,58 | 4,87 | 4,84 | 2,32 | 1,28 | 13 605   | 68,03                |
| Santa Iria de Azoia, São João da Talha e Bobadela | 33,29 | 18,92 | 18,64 | 5,61 | 6,64 | 4,93 | 4,06 | 2,60 | 1,36 | 27 820   | 73,67                |
| Santo Antão e São Julião do Tojal                 | 31,23 | 18,23 | 20,72 | 5,30 | 8,41 | 4,22 | 3,64 | 2,24 | 1,46 | 4 947    | 70,28                |
| Santo António dos Cavaleiros e Frielas            | 31,43 | 20,81 | 19,53 | 5,96 | 4,04 | 5,06 | 4,92 | 3,00 | 1,44 | 15 879   | 63,75                |
| Loures                                            | 31,85 | 21,29 | 19,14 | 5,66 | 5,45 | 4,63 | 4,25 | 2,58 | 1,39 | 116 558  | 69,19                |

### Lourinhã
| Partido                 | Partido                                  | Votos  | %               | +/-   |
| ----------------------- | ---------------------------------------- | ------ | --------------- | ----- |
|                         | Aliança Democrática (PPD/PSD-CDS-PP-PPM) | 5 157  | 32,07 / 100,00  | 2,82  |
|                         | CHEGA                                    | 4 061  | 25,25 / 100,00  | 13,68 |
|                         | Partido Socialista                       | 3 350  | 20,83 / 100,00  | 14,52 |
|                         | Iniciativa Liberal                       | 717    | 4,46 / 100,00   | 0,31  |
|                         | Bloco de Esquerda                        | 592    | 3,68 / 100,00   | 0,36  |
|                         | LIVRE                                    | 421    | 2,62 / 100,00   | 1,50  |
|                         | Alternativa Democrática Nacional         | 372    | 2,31 / 100,00   | 1,95  |
|                         | Pessoas–Animais–Natureza                 | 335    | 2,08 / 100,00   | 0,48  |
|                         | Coligação Democrática Unitária (PCP-PEV) | 282    | 1,75 / 100,00   | 0,78  |
|                         | Outros (com menos de 1,00%)              | 254    | 1,57 / 100,00   |       |
| Votos Inválidos         | Votos Inválidos                          | 541    | 3,36 / 100,00   | 0,51  |
| Total                   | Total                                    | 16 082 | 100,00 / 100,00 |       |
| Eleitorado/Participação | Eleitorado/Participação                  | 23 746 | 67,73 / 100,00  | 9,58  |

| Freguesia                           | %     | %     | %     | %    | %    | %    | %    | %    | %    | Votantes | Taxa de Participação |
| Freguesia                           | AD    | CH    | PS    | IL   | BE   | L    | ADN  | PAN  | CDU  | Votantes | Taxa de Participação |
| ----------------------------------- | ----- | ----- | ----- | ---- | ---- | ---- | ---- | ---- | ---- | -------- | -------------------- |
| Freguesia                           |       |       |       |      |      |      |      |      |      | Votantes | Taxa de Participação |
| Lourinhã e Atalaia                  | 30,91 | 23,88 | 22,07 | 5,25 | 4,17 | 3,28 | 2,01 | 2,40 | 1,60 | 7 581    | 67,21                |
| Miragaia e Marteleira               | 31,70 | 26,18 | 22,02 | 3,69 | 3,32 | 1,78 | 2,57 | 1,82 | 1,12 | 2 139    | 66,39                |
| Moita dos Ferreiros                 | 40,23 | 26,13 | 17,90 | 1,65 | 1,85 | 0,82 | 2,98 | 1,65 | 1,03 | 972      | 63,45                |
| Reguengo Grande                     | 28,18 | 26,54 | 22,81 | 2,08 | 3,73 | 2,52 | 1,86 | 2,41 | 4,82 | 912      | 64,68                |
| Ribamar                             | 31,60 | 28,97 | 19,19 | 4,89 | 3,24 | 2,18 | 2,33 | 1,50 | 1,05 | 1 329    | 69,15                |
| Santa Bárbara                       | 37,42 | 23,36 | 17,11 | 5,63 | 3,44 | 2,11 | 2,34 | 1,41 | 1,33 | 1 280    | 73,90                |
| São Bartolomeu dos Galegos e Moledo | 30,16 | 27,17 | 20,21 | 3,10 | 3,64 | 2,67 | 3,32 | 2,03 | 3,21 | 935      | 68,60                |
| Vimeiro                             | 32,87 | 27,52 | 17,24 | 4,18 | 3,43 | 2,36 | 2,89 | 2,03 | 2,36 | 934      | 71,19                |
| Lourinhã                            | 32,07 | 25,25 | 20,83 | 4,46 | 3,68 | 2,62 | 2,31 | 2,08 | 1,75 | 16 082   | 67,73                |

### Mafra
| Partido                 | Partido                                  | Votos  | %               | +/-   |
| ----------------------- | ---------------------------------------- | ------ | --------------- | ----- |
|                         | Aliança Democrática (PPD/PSD-CDS-PP-PPM) | 14 948 | 29,27 / 100,00  | 0,07  |
|                         | Partido Socialista                       | 11 751 | 23,01 / 100,00  | 15,08 |
|                         | CHEGA                                    | 9 956  | 19,49 / 100,00  | 10,74 |
|                         | Iniciativa Liberal                       | 3 777  | 7,39 / 100,00   | 0,18  |
|                         | LIVRE                                    | 2 470  | 4,84 / 100,00   | 2,88  |
|                         | Bloco de Esquerda                        | 2 367  | 4,63 / 100,00   | 0,10  |
|                         | Pessoas–Animais–Natureza                 | 1 388  | 2,72 / 100,00   | 0,59  |
|                         | Coligação Democrática Unitária (PCP-PEV) | 1 134  | 2,22 / 100,00   | 1,05  |
|                         | Alternativa Democrática Nacional         | 1 080  | 2,11 / 100,00   | 1,69  |
|                         | Outros (com menos de 1,00%)              | 709    | 1,40 / 100,00   |       |
| Votos Inválidos         | Votos Inválidos                          | 1 496  | 2,93 / 100,00   | 0,40  |
| Total                   | Total                                    | 51 076 | 100,00 / 100,00 |       |
| Eleitorado/Participação | Eleitorado/Participação                  | 69 811 | 73,16 / 100,00  | 8,49  |

| Freguesia                                        | %     | %     | %     | %    | %    | %    | %    | %    | %    | Votantes | Taxa de Participação |
| Freguesia                                        | AD    | PS    | CH    | IL   | L    | BE   | PAN  | CDU  | ADN  | Votantes | Taxa de Participação |
| ------------------------------------------------ | ----- | ----- | ----- | ---- | ---- | ---- | ---- | ---- | ---- | -------- | -------------------- |
| Freguesia                                        |       |       |       |      |      |      |      |      |      | Votantes | Taxa de Participação |
| Azueira e Sobral da Abelheira                    | 25,16 | 29,23 | 22,03 | 5,62 | 3,28 | 3,73 | 2,07 | 1,89 | 2,00 | 2 651    | 70,88                |
| Carvoeira                                        | 26,47 | 23,03 | 20,47 | 7,37 | 4,37 | 4,68 | 3,43 | 3,00 | 2,43 | 1 602    | 70,67                |
| Encarnação                                       | 40,25 | 17,55 | 18,65 | 5,58 | 3,69 | 3,48 | 2,02 | 1,24 | 2,81 | 2 815    | 70,94                |
| Enxara do Bispo, Gradil e Vila Franca do Rosário | 26,85 | 26,46 | 21,25 | 6,35 | 3,22 | 4,01 | 1,94 | 2,95 | 2,20 | 2 268    | 69,85                |
| Ericeira                                         | 30,47 | 23,24 | 16,66 | 8,59 | 5,87 | 4,63 | 3,11 | 2,21 | 1,86 | 6 778    | 70,49                |
| Igreja Nova e Cheleiros                          | 29,03 | 23,29 | 21,24 | 6,17 | 3,62 | 4,09 | 3,19 | 1,61 | 2,44 | 2 787    | 72,67                |
| Mafra                                            | 28,45 | 22,82 | 18,15 | 8,35 | 5,82 | 5,47 | 2,75 | 2,10 | 1,99 | 12 498   | 73,91                |
| Malveira e São Miguel de Alcainça                | 28,32 | 22,78 | 20,72 | 7,88 | 4,63 | 5,00 | 2,62 | 2,40 | 1,61 | 5 416    | 71,58                |
| Milharado                                        | 28,23 | 22,67 | 21,39 | 7,40 | 3,80 | 4,28 | 2,43 | 2,31 | 2,79 | 4 768    | 77,14                |
| Santo Isidoro                                    | 31,33 | 21,88 | 17,42 | 6,33 | 4,99 | 4,84 | 2,97 | 2,21 | 2,29 | 2 624    | 73,36                |
| Venda do Pinheiro e Santo Estêvão das Galés      | 28,87 | 22,54 | 21,08 | 6,77 | 5,05 | 4,22 | 2,87 | 2,61 | 1,98 | 6 869    | 77,13                |
| Mafra                                            | 29,27 | 23,01 | 19,49 | 7,39 | 4,84 | 4,63 | 2,72 | 2,22 | 2,11 | 51 076   | 73,16                |

### Odivelas
| Partido                 | Partido                                  | Votos   | %               | +/-   |
| ----------------------- | ---------------------------------------- | ------- | --------------- | ----- |
|                         | Partido Socialista                       | 26 069  | 30,63 / 100,00  | 15,54 |
|                         | Aliança Democrática (PPD/PSD-CDS-PP-PPM) | 19 439  | 22,84 / 100,00  | 0,73  |
|                         | CHEGA                                    | 17 097  | 20,09 / 100,00  | 11,20 |
|                         | Iniciativa Liberal                       | 5 352   | 6,29 / 100,00   | 0,20  |
|                         | LIVRE                                    | 3 897   | 4,58 / 100,00   | 2,81  |
|                         | Bloco de Esquerda                        | 3 791   | 4,45 / 100,00   | 0,07  |
|                         | Coligação Democrática Unitária (PCP-PEV) | 2 886   | 3,39 / 100,00   | 1,24  |
|                         | Pessoas–Animais–Natureza                 | 2 211   | 2,60 / 100,00   | 0,45  |
|                         | Alternativa Democrática Nacional         | 1 315   | 1,54 / 100,00   | 0,29  |
|                         | Outros (com menos de 1,00%)              | 1 090   | 1,28 / 100,00   |       |
| Votos Inválidos         | Votos Inválidos                          | 1 969   | 2,31 / 100,00   | 0,26  |
| Total                   | Total                                    | 85 116  | 100,00 / 100,00 |       |
| Eleitorado/Participação | Eleitorado/Participação                  | 125 826 | 67,65 / 100,00  | 7,68  |

| Partido                              | %     | %     | %     | %    | %    | %    | %    | %    | %    | Votantes | Taxa de Participação |
| Partido                              | PS    | AD    | CH    | IL   | L    | BE   | CDU  | PAN  | ADN  | Votantes | Taxa de Participação |
| ------------------------------------ | ----- | ----- | ----- | ---- | ---- | ---- | ---- | ---- | ---- | -------- | -------------------- |
| Partido                              |       |       |       |      |      |      |      |      |      | Votantes | Taxa de Participação |
| Odivelas                             | 30,96 | 24,01 | 17,88 | 6,79 | 4,91 | 4,63 | 3,31 | 2,49 | 1,59 | 33 418   | 65,80                |
| Pontinha e Famões                    | 31,38 | 20,67 | 22,81 | 5,62 | 3,98 | 4,14 | 3,40 | 2,59 | 1,58 | 20 786   | 67,83                |
| Póvoa de Santo Adrião e Olival Basto | 35,33 | 20,48 | 19,18 | 4,76 | 3,95 | 4,52 | 4,19 | 2,64 | 1,40 | 9 686    | 61,44                |
| Ramada e Caneças                     | 27,22 | 24,19 | 21,31 | 6,84 | 4,92 | 4,45 | 3,15 | 2,75 | 1,49 | 21 226   | 74,15                |
| Odivelas                             | 30,63 | 22,84 | 20,09 | 6,29 | 4,58 | 4,45 | 3,39 | 2,60 | 1,54 | 85 116   | 67,65                |

### Oeiras
| Partido                 | Partido                                  | Votos   | %               | +/-   |
| ----------------------- | ---------------------------------------- | ------- | --------------- | ----- |
|                         | Aliança Democrática (PPD/PSD-CDS-PP-PPM) | 35 042  | 32,84 / 100,00  | 3,08  |
|                         | Partido Socialista                       | 27 889  | 26,14 / 100,00  | 10,68 |
|                         | CHEGA                                    | 12 393  | 11,61 / 100,00  | 5,86  |
|                         | Iniciativa Liberal                       | 8 450   | 7,92 / 100,00   | 2,33  |
|                         | LIVRE                                    | 7 203   | 6,75 / 100,00   | 3,71  |
|                         | Bloco de Esquerda                        | 4 924   | 4,61 / 100,00   | 0,05  |
|                         | Coligação Democrática Unitária (PCP-PEV) | 3 262   | 3,06 / 100,00   | 1,26  |
|                         | Pessoas–Animais–Natureza                 | 2 767   | 2,59 / 100,00   | 0,34  |
|                         | Alternativa Democrática Nacional         | 1 522   | 1,43 / 100,00   | 1,09  |
|                         | Outros (com menos de 1,00%)              | 1 106   | 1,04 / 100,00   |       |
| Votos Inválidos         | Votos Inválidos                          | 2 151   | 2,01 / 100,00   | 0,30  |
| Total                   | Total                                    | 106 709 | 100,00 / 100,00 |       |
| Eleitorado/Participação | Eleitorado/Participação                  | 145 353 | 73,41 / 100,00  | 6,56  |

| Freguesia                                      | %     | %     | %     | %    | %    | %    | %    | %    | %    | Votantes | Taxa de Participação |
| Freguesia                                      | AD    | PS    | CH    | IL   | L    | BE   | CDU  | PAN  | ADN  | Votantes | Taxa de Participação |
| ---------------------------------------------- | ----- | ----- | ----- | ---- | ---- | ---- | ---- | ---- | ---- | -------- | -------------------- |
| Freguesia                                      |       |       |       |      |      |      |      |      |      | Votantes | Taxa de Participação |
| Algés, Linda-a-Velha e Cruz Quebrada - Dafundo | 36,35 | 24,73 | 9,82  | 8,25 | 7,24 | 4,37 | 3,09 | 2,24 | 1,26 | 30 166   | 74,66                |
| Barcarena                                      | 28,56 | 25,83 | 15,69 | 7,52 | 5,83 | 4,83 | 3,33 | 3,20 | 1,58 | 9 362    | 76,54                |
| Carnaxide e Queijas                            | 31,18 | 27,97 | 11,45 | 8,28 | 6,10 | 4,32 | 3,23 | 2,65 | 1,46 | 22 354   | 73,57                |
| Oeiras e São Julião da Barra                   | 34,09 | 25,05 | 11,31 | 7,63 | 7,29 | 4,92 | 2,82 | 2,62 | 1,45 | 35 926   | 72,55                |
| Porto Salvo                                    | 24,56 | 30,97 | 15,07 | 7,47 | 5,52 | 4,73 | 3,18 | 2,89 | 1,66 | 8 901    | 69,47                |
| Oeiras                                         | 32,84 | 26,14 | 11,61 | 7,92 | 6,75 | 4,61 | 3,06 | 2,59 | 1,43 | 106 709  | 73,41                |

### Sintra
| Partido                 | Partido                                  | Votos   | %               | +/-   |
| ----------------------- | ---------------------------------------- | ------- | --------------- | ----- |
|                         | Partido Socialista                       | 60 590  | 28,75 / 100,00  | 15,27 |
|                         | Aliança Democrática (PPD/PSD-CDS-PP-PPM) | 47 308  | 22,45 / 100,00  | 0,44  |
|                         | CHEGA                                    | 44 600  | 21,16 / 100,00  | 11,50 |
|                         | Iniciativa Liberal                       | 12 481  | 5,92 / 100,00   | 0,34  |
|                         | Bloco de Esquerda                        | 11 405  | 5,41 / 100,00   | 0,08  |
|                         | LIVRE                                    | 9 698   | 4,60 / 100,00   | 2,73  |
|                         | Coligação Democrática Unitária (PCP-PEV) | 7 045   | 3,34 / 100,00   | 1,35  |
|                         | Pessoas–Animais–Natureza                 | 6 201   | 2,94 / 100,00   | 0,64  |
|                         | Alternativa Democrática Nacional         | 3 204   | 1,52 / 100,00   | 1,22  |
|                         | Outros (com menos de 1,00%)              | 2 981   | 1,40 / 100,00   |       |
| Votos Inválidos         | Votos Inválidos                          | 5 228   | 2,49 / 100,00   | 0,45  |
| Total                   | Total                                    | 210 741 | 100,00 / 100,00 |       |
| Eleitorado/Participação | Eleitorado/Participação                  | 323 643 | 65,12 / 100,00  | 7,93  |

| Freguesia                                     | %     | %     | %     | %    | %    | %    | %    | %    | %    | Votantes | Taxa de Participação |
| Freguesia                                     | PS    | AD    | CH    | IL   | BE   | L    | CDU  | PAN  | ADN  | Votantes | Taxa de Participação |
| --------------------------------------------- | ----- | ----- | ----- | ---- | ---- | ---- | ---- | ---- | ---- | -------- | -------------------- |
| Freguesia                                     |       |       |       |      |      |      |      |      |      | Votantes | Taxa de Participação |
| Agualva e Mira-Sintra                         | 35,11 | 18,37 | 21,01 | 4,30 | 5,50 | 3,94 | 3,72 | 2,79 | 1,32 | 20 938   | 59,38                |
| Algueirão - Mem Martins                       | 27,96 | 21,16 | 22,71 | 6,09 | 5,74 | 4,77 | 3,15 | 3,23 | 1,55 | 36 698   | 64,70                |
| Almargem do Bispo, Pero Pinheiro e Montelavar | 26,65 | 24,38 | 24,74 | 5,30 | 3,96 | 3,24 | 3,21 | 2,47 | 1,77 | 10 467   | 71,33                |
| Cacém e São Marcos                            | 29,92 | 18,58 | 23,47 | 5,59 | 5,85 | 4,25 | 3,30 | 3,46 | 1,53 | 20 254   | 62,84                |
| Casal de Cambra                               | 29,27 | 19,24 | 25,90 | 5,43 | 4,53 | 2,85 | 3,05 | 2,61 | 1,73 | 6 924    | 65,89                |
| Colares                                       | 22,67 | 32,32 | 17,70 | 6,48 | 4,62 | 4,71 | 3,00 | 2,43 | 1,77 | 4 694    | 72,04                |
| Massamá e Monte Abraão                        | 31,46 | 23,90 | 16,88 | 6,08 | 5,22 | 5,44 | 3,60 | 2,49 | 1,36 | 26 754   | 63,51                |
| Queluz e Belas                                | 29,71 | 21,46 | 20,74 | 6,01 | 5,49 | 4,89 | 3,73 | 2,85 | 1,44 | 28 483   | 63,60                |
| Rio de Mouro                                  | 28,38 | 20,52 | 22,07 | 6,18 | 6,21 | 4,44 | 3,50 | 3,19 | 1,54 | 26 638   | 64,25                |
| São João das Lampas e Terrugem                | 22,56 | 27,21 | 22,01 | 6,22 | 4,85 | 4,57 | 2,87 | 3,13 | 2,04 | 10 711   | 72,13                |
| Sintra                                        | 23,01 | 31,07 | 17,83 | 7,32 | 4,85 | 5,41 | 2,70 | 2,83 | 1,41 | 18 180   | 74,16                |
| Sintra                                        | 28,75 | 22,45 | 21,16 | 5,92 | 5,41 | 4,60 | 3,34 | 2,94 | 1,52 | 210 741  | 65,12                |

### Sobral de Monte Agraço
| Partido                 | Partido                                  | Votos | %               | +/-   |
| ----------------------- | ---------------------------------------- | ----- | --------------- | ----- |
|                         | Partido Socialista                       | 1 582 | 25,22 / 100,00  | 16,61 |
|                         | CHEGA                                    | 1 417 | 22,59 / 100,00  | 13,52 |
|                         | Aliança Democrática (PPD/PSD-CDS-PP-PPM) | 1 414 | 22,54 / 100,00  | 0,30  |
|                         | Coligação Democrática Unitária (PCP-PEV) | 435   | 6,93 / 100,00   | 1,49  |
|                         | Iniciativa Liberal                       | 353   | 5,63 / 100,00   | 0,07  |
|                         | Bloco de Esquerda                        | 296   | 4,72 / 100,00   | 0,59  |
|                         | LIVRE                                    | 241   | 3,84 / 100,00   | 2,20  |
|                         | Pessoas–Animais–Natureza                 | 124   | 1,98 / 100,00   | 0,46  |
|                         | Alternativa Democrática Nacional         | 119   | 1,90 / 100,00   | 1,57  |
|                         | Outros (com menos de 1,00%)              | 130   | 2,08 / 100,00   |       |
| Votos Inválidos         | Votos Inválidos                          | 162   | 2,58 / 100,00   | 0,26  |
| Total                   | Total                                    | 6 273 | 100,00 / 100,00 |       |
| Eleitorado/Participação | Eleitorado/Participação                  | 8 891 | 70,55 / 100,00  | 8,33  |

| Freguesia              | %     | %     | %     | %    | %    | %    | %    | %    | %    | Votantes | Taxa de Participação |
| Freguesia              | PS    | CH    | AD    | CDU  | IL   | BE   | L    | PAN  | ADN  | Votantes | Taxa de Participação |
| ---------------------- | ----- | ----- | ----- | ---- | ---- | ---- | ---- | ---- | ---- | -------- | -------------------- |
| Freguesia              |       |       |       |      |      |      |      |      |      | Votantes | Taxa de Participação |
| Santo Quintino         | 27,71 | 23,17 | 20,97 | 7,50 | 4,76 | 4,94 | 3,46 | 1,62 | 1,62 | 2 227    | 67,90                |
| Sapataria              | 23,35 | 24,20 | 21,22 | 5,16 | 6,91 | 4,63 | 3,94 | 2,34 | 2,18 | 1 880    | 71,27                |
| Sobral de Monte Agraço | 24,28 | 20,59 | 25,30 | 7,89 | 5,40 | 4,57 | 4,16 | 2,03 | 1,94 | 2 166    | 72,86                |
| Sobral de Monte Agraço | 25,22 | 22,59 | 22,54 | 6,93 | 5,63 | 4,72 | 3,84 | 1,98 | 1,90 | 6 273    | 70,55                |

### Torres Vedras
| Partido                 | Partido                                  | Votos  | %               | +/-   |
| ----------------------- | ---------------------------------------- | ------ | --------------- | ----- |
|                         | Aliança Democrática (PPD/PSD-CDS-PP-PPM) | 14 242 | 28,60 / 100,00  | 0,31  |
|                         | Partido Socialista                       | 12 174 | 24,44 / 100,00  | 15,08 |
|                         | CHEGA                                    | 10 094 | 20,27 / 100,00  | 11,75 |
|                         | Iniciativa Liberal                       | 2 849  | 5,72 / 100,00   | 0,21  |
|                         | Bloco de Esquerda                        | 2 486  | 4,99 / 100,00   | 0,22  |
|                         | LIVRE                                    | 1 864  | 3,74 / 100,00   | 2,17  |
|                         | Coligação Democrática Unitária (PCP-PEV) | 1 652  | 3,32 / 100,00   | 0,81  |
|                         | Pessoas–Animais–Natureza                 | 1 028  | 2,06 / 100,00   | 0,48  |
|                         | Alternativa Democrática Nacional         | 968    | 1,94 / 100,00   | 1,56  |
|                         | Outros (com menos de 1,00%)              | 841    | 1,69 / 100,00   |       |
| Votos Inválidos         | Votos Inválidos                          | 1 605  | 3,22 / 100,00   | 0,69  |
| Total                   | Total                                    | 49 803 | 100,00 / 100,00 |       |
| Eleitorado/Participação | Eleitorado/Participação                  | 70 586 | 70,56 / 100,00  | 8,88  |

| Freguesia                         | %     | %     | %     | %    | %    | %    | %    | %    | %    | Votantes | Taxa de Participação |
| Freguesia                         | AD    | PS    | CH    | IL   | BE   | L    | CDU  | PAN  | ADN  | Votantes | Taxa de Participação |
| --------------------------------- | ----- | ----- | ----- | ---- | ---- | ---- | ---- | ---- | ---- | -------- | -------------------- |
| Freguesia                         |       |       |       |      |      |      |      |      |      | Votantes | Taxa de Participação |
| A dos Cunhados e Maceira          | 30,23 | 20,52 | 23,98 | 5,75 | 4,75 | 3,22 | 2,79 | 2,22 | 1,82 | 6 701    | 70,77                |
| Campelos e Outeiro da Cabeça      | 30,88 | 19,35 | 26,62 | 4,45 | 3,23 | 2,30 | 1,87 | 1,73 | 3,80 | 2 134    | 68,03                |
| Carvoeira e Carmões               | 20,31 | 29,80 | 21,29 | 4,78 | 5,76 | 2,95 | 6,89 | 1,69 | 1,69 | 1 423    | 69,86                |
| Dois Portos e Runa                | 23,32 | 30,44 | 19,07 | 3,09 | 5,66 | 3,67 | 6,06 | 1,98 | 1,69 | 1 715    | 68,11                |
| Freiria                           | 35,14 | 21,06 | 22,88 | 5,15 | 2,84 | 2,84 | 2,03 | 2,10 | 1,90 | 1 477    | 70,74                |
| Maxial e Monte Redondo            | 21,63 | 32,09 | 21,23 | 3,37 | 4,58 | 2,67 | 4,63 | 1,76 | 2,57 | 1 988    | 67,39                |
| Ponte do Rol                      | 26,84 | 23,77 | 20,58 | 6,58 | 5,24 | 3,19 | 2,36 | 2,04 | 2,11 | 1 565    | 73,23                |
| Ramalhal                          | 23,08 | 25,61 | 23,64 | 5,43 | 4,54 | 3,28 | 4,54 | 1,97 | 1,64 | 2 136    | 71,61                |
| Santa Maria, São Pedro e Matacães | 28,99 | 25,11 | 16,62 | 6,69 | 5,85 | 4,95 | 3,96 | 2,08 | 1,37 | 16 320   | 70,87                |
| São Pedro da Cadeira              | 27,02 | 24,60 | 23,80 | 5,46 | 4,31 | 2,79 | 1,37 | 1,86 | 2,89 | 3 223    | 72,20                |
| Silveira                          | 31,04 | 22,60 | 20,07 | 5,88 | 4,65 | 4,08 | 2,32 | 2,70 | 2,31 | 5 854    | 70,07                |
| Turcifal                          | 28,58 | 26,32 | 18,36 | 6,87 | 5,07 | 3,03 | 3,39 | 1,81 | 1,45 | 2 211    | 72,95                |
| Ventosa                           | 31,25 | 25,39 | 21,01 | 4,02 | 4,25 | 2,45 | 2,13 | 1,54 | 2,65 | 3 056    | 69,60                |
| Torres Vedras                     | 28,60 | 24,44 | 20,27 | 5,72 | 4,99 | 3,74 | 3,32 | 2,06 | 1,94 | 49 803   | 70,56                |

### Vila Franca de Xira
| Partido                 | Partido                                  | Votos   | %               | +/-   |
| ----------------------- | ---------------------------------------- | ------- | --------------- | ----- |
|                         | Partido Socialista                       | 25 159  | 30,85 / 100,00  | 15,60 |
|                         | CHEGA                                    | 16 394  | 20,10 / 100,00  | 11,07 |
|                         | Aliança Democrática (PPD/PSD-CDS-PP-PPM) | 14 973  | 18,36 / 100,00  | 0,72  |
|                         | Coligação Democrática Unitária (PCP-PEV) | 5 166   | 6,33 / 100,00   | 2,25  |
|                         | Iniciativa Liberal                       | 4 875   | 5,98 / 100,00   | 0,41  |
|                         | Bloco de Esquerda                        | 4 635   | 5,68 / 100,00   | 0,45  |
|                         | LIVRE                                    | 3 774   | 4,63 / 100,00   | 2,97  |
|                         | Pessoas–Animais–Natureza                 | 2 274   | 2,79 / 100,00   | 0,72  |
|                         | Alternativa Democrática Nacional         | 1 123   | 1,38 / 100,00   | 1,17  |
|                         | Outros (com menos de 1,00%)              | 1 187   | 1,45 / 100,00   |       |
| Votos Inválidos         | Votos Inválidos                          | 1 990   | 2,45 / 100,00   | 0,49  |
| Total                   | Total                                    | 81 550  | 100,00 / 100,00 |       |
| Eleitorado/Participação | Eleitorado/Participação                  | 114 480 | 71,24 / 100,00  | 8,77  |

| Freguesia                                  | %     | %     | %     | %    | %    | %    | %    | %    | %    | Votantes | Taxa de Participação |
| Freguesia                                  | PS    | CH    | AD    | CDU  | IL   | BE   | L    | PAN  | ADN  | Votantes | Taxa de Participação |
| ------------------------------------------ | ----- | ----- | ----- | ---- | ---- | ---- | ---- | ---- | ---- | -------- | -------------------- |
| Freguesia                                  |       |       |       |      |      |      |      |      |      | Votantes | Taxa de Participação |
| Alhandra, Calhandriz e São João dos Montes | 29,86 | 18,83 | 17,36 | 9,97 | 5,01 | 6,33 | 4,65 | 2,59 | 1,18 | 7 851    | 72,80                |
| Alverca do Ribatejo e Sobralinho           | 31,81 | 18,10 | 18,22 | 6,58 | 6,77 | 5,95 | 4,74 | 2,85 | 1,37 | 21 877   | 72,40                |
| Castanheira do Ribatejo e Cachoeiras       | 31,96 | 23,62 | 16,27 | 7,01 | 4,26 | 4,71 | 4,21 | 2,17 | 1,30 | 4 462    | 66,99                |
| Póvoa de Santa Iria e Forte da Casa        | 30,01 | 20,38 | 19,84 | 4,53 | 6,15 | 5,84 | 5,02 | 3,11 | 1,42 | 24 857   | 73,32                |
| Vialonga                                   | 31,70 | 23,78 | 14,96 | 6,33 | 5,55 | 5,39 | 3,58 | 3,18 | 1,37 | 12 152   | 69,39                |
| Vila Franca de Xira                        | 30,12 | 18,80 | 20,76 | 7,11 | 5,88 | 5,02 | 4,84 | 1,85 | 1,47 | 10 351   | 67,21                |
| Vila Franca de Xira                        | 30,85 | 20,10 | 18,36 | 6,33 | 5,98 | 5,68 | 4,63 | 2,79 | 1,38 | 81 550   | 71,24                |

## Lista de Deputados Eleitos
A lista apresentada é conforme a aplicação do Método D'Hondt:
| N.º | Nome                                                        | Partido | Partido                  | Partido                              | Quociente   |
| --- | ----------------------------------------------------------- | ------- | ------------------------ | ------------------------------------ | ----------- |
| 1   | Mariana Vieira da Silva                                     |         | Partido Socialista       | Partido Socialista                   | 365838      |
| 2   | Luís Montenegro                                             |         |                          | Aliança Democrática (PPD/PSD)        | 356698      |
| 3   | André Ventura                                               |         | CHEGA                    | CHEGA                                | 224526      |
| 4   | Marcos Perestrello                                          |         | Partido Socialista       | Partido Socialista                   | 182919      |
| 5   | Joaquim Miranda Sarmento                                    |         |                          | Aliança Democrática (PPD/PSD)        | 178349      |
| 6   | Fernando Medina                                             |         | Partido Socialista       | Partido Socialista                   | 121946      |
| 7   | Ana Paula Mecheiro de Almeida Martins Silvestre Correia     |         |                          | Aliança Democrática (PPD/PSD)        | 118899,3333 |
| 8   | Rui Paulo Duque de Sousa                                    |         | CHEGA                    | CHEGA                                | 112263      |
| 9   | Marta Temido                                                |         | Partido Socialista       | Partido Socialista                   | 91459,5     |
| 10  | Paulo Núncio                                                |         |                          | Aliança Democrática (CDS-PP)         | 89174,5     |
| 11  | Bernardo Alves Martinho Amaral Blanco                       |         | Iniciativa Liberal       | Iniciativa Liberal                   | 86847       |
| 12  | Marta Sofia Martins da Silva Trindade                       |         | CHEGA                    | CHEGA                                | 74842       |
| 13  | Pedro Delgado Alves                                         |         | Partido Socialista       | Partido Socialista                   | 73167,6     |
| 14  | Rui Tavares                                                 |         | LIVRE                    | LIVRE                                | 72102       |
| 15  | João Mário Mc Millan da Cunha Vale e Azevedo                |         |                          | Aliança Democrática (PPD/PSD)        | 71339,6     |
| 16  | Mariana Mortágua                                            |         | Bloco de Esquerda        | Bloco de Esquerda                    | 65438       |
| 17  | Sérgio Sousa Pinto                                          |         | Partido Socialista       | Partido Socialista                   | 60973       |
| 18  | Sandra Cristina de Sequeiros Pereira                        |         |                          | Aliança Democrática (PPD/PSD)        | 59449,667   |
| 19  | Pedro Pessanha                                              |         | CHEGA                    | CHEGA                                | 56131,5     |
| 20  | Edite Estrela                                               |         | Partido Socialista       | Partido Socialista                   | 52262,5714  |
| 21  | Bruno Miguel Pedrosa Ventura                                |         |                          | Aliança Democrática (PPD/PSD)        | 50956,8571  |
| 22  | Paulo Raimundo                                              |         |                          | Coligação Democrática Unitária (PCP) | 49257       |
| 23  | Miguel Filipe Pardal Cabrita                                |         | Partido Socialista       | Partido Socialista                   | 45729,75    |
| 24  | Ricardo Dias Pinto Blaufuks                                 |         | CHEGA                    | CHEGA                                | 44905,2     |
| 25  | Manuel Alexandre Mateus Homem Cristo                        |         |                          | Aliança Democrática (PPD/PSD)        | 44587,25    |
| 26  | Mariana de Lemos Quintão Correia Leitão                     |         | Iniciativa Liberal       | Iniciativa Liberal                   | 43423,5     |
| 27  | Pedro Manuel Amaro Martins Vaz                              |         | Partido Socialista       | Partido Socialista                   | 40648,6667  |
| 28  | Margarida Maria de Moura Alves da Silva de Almeida Saavedra |         |                          | Aliança Democrática (PPD/PSD)        | 39633,1111  |
| 29  | Felicidade Maria da Silva Santos Vital de Alcântara         |         | CHEGA                    | CHEGA                                | 37421       |
| 30  | Ana Paula Mata Bernardo                                     |         | Partido Socialista       | Partido Socialista                   | 36583,8     |
| 31  | Isabel Rendeiro Marques Mendes Lopes                        |         | LIVRE                    | LIVRE                                | 36051       |
| 32  | Alexandre Poço                                              |         |                          | Aliança Democrática (PPD/PSD)        | 35669,8     |
| 33  | Carlos Pereira                                              |         | Partido Socialista       | Partido Socialista                   | 33258       |
| 34  | Inês Sousa Real                                             |         | Pessoas–Animais–Natureza | Pessoas–Animais–Natureza             | 32829       |
| 35  | Fabian Figueiredo                                           |         | Bloco de Esquerda        | Bloco de Esquerda                    | 32719       |
| 36  | Gonçalo Oliveira Lage                                       |         |                          | Aliança Democrática (PPD/PSD)        | 32427,0909  |
| 37  | Bruno Nunes                                                 |         | CHEGA                    | CHEGA                                | 32075,1429  |
| 38  | Isabel Moreira                                              |         | Partido Socialista       | Partido Socialista                   | 30486,5     |
| 39  | Eva Brás Pinho                                              |         |                          | Aliança Democrática (PPD/PSD)        | 29724,8333  |
| 40  | Rodrigo Miguel Dias Saraiva                                 |         | Iniciativa Liberal       | Iniciativa Liberal                   | 28949       |
| 41  | Ricardo Jorge Monteiro Lima                                 |         | Partido Socialista       | Partido Socialista                   | 28141,3846  |
| 42  | Madalena Simões Cordeiro                                    |         | CHEGA                    | CHEGA                                | 28065,75    |
| 43  | Marco Henriques Claudino                                    |         |                          | Aliança Democrática (PPD/PSD)        | 27438,3077  |
| 44  | Cristina Maria da Fonseca Santos Bacelar Begonha            |         | Partido Socialista       | Partido Socialista                   | 26131,2857  |
| 45  | Luís Pedro Alves Caetano Newton Parreira                    |         |                          | Aliança Democrática (PPD/PSD)        | 25478,4286  |
| 46  | José Manuel Pombinho Barreira Soares                        |         | CHEGA                    | CHEGA                                | 24947,3333  |
| 47  | António Filipe                                              |         |                          | Coligação Democrática Unitária (PCP) | 24628,5     |
| 48  | André Filipe dos Santos Matos Rijo                          |         | Partido Socialista       | Partido Socialista                   | 24389,2     |